# Lawrence Kasdan

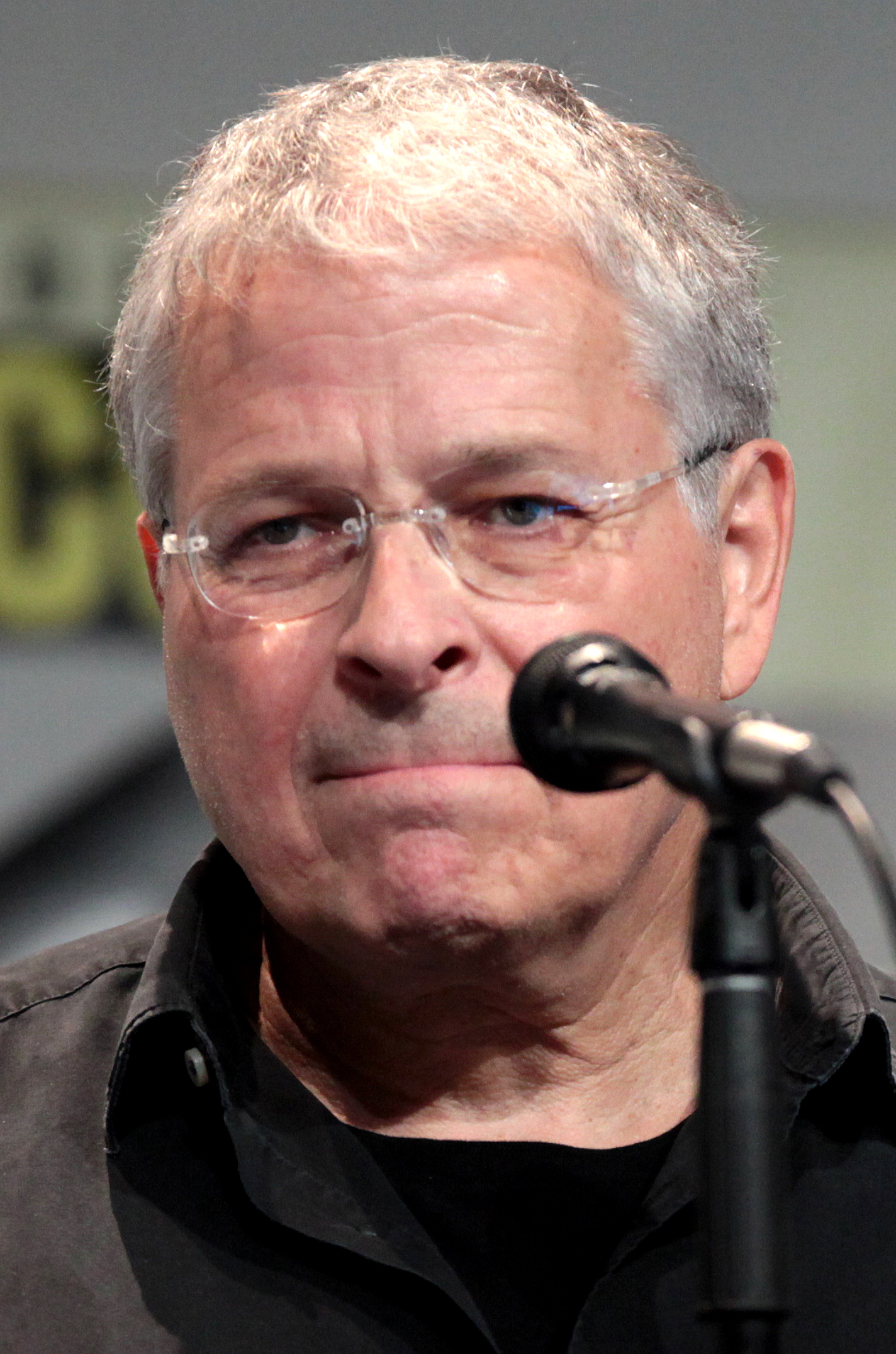
Lawrence Kasdan (2015)

Lawrence Edward Kasdan (* 14. Januar 1949 in Miami) ist ein US-amerikanischer Regisseur und Drehbuchautor.

## Leben
Lawrence Kasdan wuchs mit seinem später ebenfalls als Drehbuchschreiber und Produzent tätigen Bruder Mark in verschiedenen Kleinstädten im US-Bundesstaat West Virginia auf. Laut eigener Aussage wurde Kasdan aufgrund seiner jüdischen Abstammung von seinen Freunden gehänselt. 1971 heiratete Kasdan die Schriftstellerin Meg Goldman. Aus der Ehe gingen die beiden Söhne Jake und Jon hervor, die ebenfalls als Drehbuchautoren, Regisseure und Produzenten im Filmgeschäft wirken.
Lawrence Kasdan machte zunächst seinen Master of Arts (M.A.) an der University of Michigan, um Lehrer zu werden. Mangels Anstellung wurde er Werbetexter und errang sogar den renommierten Clio Award. Mit seinem Umzug nach Los Angeles begann er Drehbücher zu schreiben. 1976 konnte er Bodyguard an den Mann bringen, das aber erst im Jahre 1992 mit Kevin Costner und Whitney Houston in den Hauptrollen verwirklicht wurde. Ursprünglich war die Rolle von Kevin Costner für Steve McQueen vorgesehen.
Kasdans Drehbuch für Zwei wie Katz und Maus zog die Aufmerksamkeit von Steven Spielberg auf sich. Spielberg stellte Kasdan daraufhin George Lucas vor, von dem er dann für das Drehbuch zu Indiana Jones – Jäger des verlorenen Schatzes engagiert wurde. Nachdem Leigh Brackett, die den ersten Entwurf für Das Imperium schlägt zurück geschrieben hatte, 1978 verstorben war, beauftragte Lucas Kasdan mit der Fertigstellung des Drehbuches. Auch an der Star-Wars-Fortsetzung Die Rückkehr der Jedi-Ritter (1983) war Kasdan als Drehbuchautor beteiligt. Mehr als 30 Jahre später schrieb Kasdan das Drehbuch für Star Wars: Das Erwachen der Macht. Auch an Solo: A Star Wars Story, der 2018 erschien, wirkte er als Autor mit. Als Regisseur inszenierte er mit Light & Magic (2022) eine dokumentarische Miniserie über Industrial Light & Magic.
1981 gab er sein Debüt als Regisseur mit dem Film Heißblütig – Kaltblütig. Zu seinen weiteren Filmen als Regisseur zählen so unterschiedliche Werke wie der Western Silverado (1985), die Komödie Ich liebe Dich zu Tode (1990) und die Liebeskomödie French Kiss (1995) mit Meg Ryan.
Darüber hinaus trat er auch als Schauspieler auf, unter anderem als Dr. Green  in Besser geht’s nicht (1997) mit Jack Nicholson.

## Filmografie

### Drehbuchautor
- 1980: Das Imperium schlägt zurück (The Empire Strikes Back)
- 1981: Jäger des verlorenen Schatzes (Raiders of the Lost Ark)
- 1981: Heißblütig – Kaltblütig (Body Heat)
- 1981: Zwei wie Katz und Maus (Continental Divide)
- 1983: Die Rückkehr der Jedi-Ritter (Return of the Jedi)
- 1983: Der große Frust (The Big Chill)
- 1988: Die Reisen des Mr. Leary (The Accidental Tourist)
- 1991: Grand Canyon – Im Herzen der Stadt (Grand Canyon)
- 1992: Bodyguard
- 1994: Wyatt Earp – Das Leben einer Legende (Wyatt Earp)
- 2003: Dreamcatcher
- 2012: Darling Companion – Ein Hund fürs Leben (Darling Companion)
- 2015: Star Wars: Das Erwachen der Macht (Star Wars: The Force Awakens)
- 2018: Solo: A Star Wars Story

### Regisseur
- 1981: Heißblütig – Kaltblütig (Body Heat)
- 1983: Der große Frust (The Big Chill)
- 1985: Silverado
- 1988: Die Reisen des Mr. Leary (The Accidental Tourist)
- 1989: Ich liebe Dich zu Tode – Auf der Kugel steht Amore (I Love You to Death)
- 1991: Grand Canyon – Im Herzen der Stadt (Grand Canyon)
- 1994: Wyatt Earp – Das Leben einer Legende (Wyatt Earp)
- 1995: French Kiss
- 1999: Dr. Mumford (Mumford)
- 2003: Dreamcatcher
- 2012: Darling Companion – Ein Hund fürs Leben (Darling Companion)
- 2022: Light & Magic (Miniserie, 6 Episoden)

### Produzent
- 1985: Silverado
- 1987: Was nun? (Cross My Heart)
- 1988: Die Reisen des Mr. Leary (The Accidental Tourist)
- 1991: Grand Canyon – Im Herzen der Stadt (Grand Canyon)
- 1992: Bodyguard
- 1994: Wyatt Earp – Das Leben einer Legende (Wyatt Earp)
- 1998: Verliebt in Sally (Home Fries)
- 1999: Dr. Mumford (Mumford)
- 2003: Dreamcatcher
- 2012: Darling Companion – Ein Hund fürs Leben (Darling Companion)

## Auszeichnungen (Auswahl)
- Saturn Award im Jahr 1982 für das Drehbuch zu Indiana Jones – Jäger des verlorenen Schatzes
- Nominiert für den Oscar 1984 für Der große Frust in der Kategorie bestes originales Drehbuch
- Nominiert für den Oscar 1989 für Die Reisen des Mr. Leary in den Kategorien bestes adaptiertes Drehbuch (gemeinsam mit Frank Galati) und bester Film
- Goldener Bär auf der Berlinale 1992 für Grand Canyon
- Nominiert für den Oscar 1992 für Grand Canyon in der Kategorie bestes originales Drehbuch
- Nominierung für die Goldene Himbeere 1993 für den Schlechtesten Film zu Bodyguard
- Nominierung für die Goldene Himbeere 1993 für das Schlechteste Drehbuch des Films Bodyguard
- Goldene Himbeere im Jahr 1995 für die schlechteste Neuverfilmung oder Fortsetzung zu Wyatt Earp – Das Leben einer Legende
- Nominierung für die Goldene Himbeere 1995 für den Schlechtesten Film zu Wyatt Earp – Das Leben einer Legende
- Nominierung für die Goldene Himbeere 1995 für die Schlechteste Regie zu Wyatt Earp – Das Leben einer Legende